# Искал
Искал (Сокал) — половецький хан із роду Тертер-оба (Тертровичів, дурут).
В 1061 р. очолював перший, переможний, похід половців проти Рюриковичів на чолі з Всеволодом Ярославичем. В 1064 р. вдруге ходив на Русь, проте зазнав поразки від війська Ізяслава Ярославича.

Можливо, від імені хана Сокала походить назва міста Сокаль на Львівщині.
Згадка у Повісті минулих літ, рік 6569 [1061].: 
| Прийшли половці вперше на Руську землю, воювати. Всеволод тоді вийшов супроти них місяця лютого у другий день. І сталася битва межи ними, [і] перемогли [половці] Всеволода, і, спустошивши [землю], відійшли. Се вперше було лихо для Руської землі од поганих безбожних ворогів. Князем же був у них Сокал. |